# Kelly Clark
Kelly Clark (* 26. Juli 1983 in Newport, Rhode Island) ist eine ehemalige US-amerikanische Profi-Snowboarderin und Olympiasiegerin der Olympischen Winterspiele 2002.

## Werdegang
Kelly Clark ist Teil einer neuen Welle der Halfpipe-Fahrer, die den Level in Höhe und Schwierigkeiten der Tricks stark erhöhen. Im Alter von 16 Jahren wurde sie 1999 ins Burton-Team aufgenommen, um mit dem gesamten US-Team zu trainieren. Ab 2001 gehörte sie in der Halfpipe zur Weltspitze. Bei den Olympischen Winterspielen 2002 in Salt Lake City gewann Clark 18-jährig die Goldmedaille im Halfpipe-Wettbewerb und war damit die erste Frau die eine Goldmedaille in dieser Disziplin gewinnen konnte. Vier Jahre später erreichte sie in Bardonecchia bei den Olympischen Winterspielen 2006 den vierten Platz. Bei den Olympischen Winterspielen 2010 in Vancouver gewann sie die Bronzemedaille in der Halfpipe.
Auf der TTR World Snowboard Tour ist Clark ebenfalls eine regelmäßige Teilnehmerin der Halfpipe Events. Ihr bisher größter Erfolg auf der Tour feierte sie in der Saison 2008/09, die sie als Swatch TTR World Tour Champion beendete. Im Laufe ihrer Karriere auf der TTR Tour konnte Clark bereits viele Siege einfahren, unter anderem an den 6Star Burton European Open, dem 6Star Roxy Chicken Jam, den 5Star Burton New Zealand Open und den 6Star Burton US Open.
Nach den Olympischen Spielen verblieb sie vorerst bei der TTR-Tour. Erst im Dezember 2010 startete Clark wieder bei einem FIS-Wettbewerb im NorAm Cup. In Copper belegte sie dabei Rang zwei und stand damit erneut auf dem Podium. Nachdem sie 2011 bei den Winter-X-Games und bei den Winter-X-Games Europe jeweils Gold in der Superpipe gewann, sicherte sie sich im Dezember auch den NorAm-Cup-Sieg in Copper.
Im August 2012 gewann Clark einen weiteren Weltcup in Cardrona. Einen weiteren Sieg in der Saison 2012/13 feierte sie im Februar in Sotschi, welcher als Generalprobe für die Olympischen Winterspiele 2014 galten. Nachdem sie in die Saison mit Siegen in Cardrona und am Copper Mountain begonnen hatte, gehörte sie auch bei den Spielen zu einer der Favoriten in der Halfpipe. Am Ende gewann sie wie bereits 2010 Bronze. In der Snowboard-Weltcup 2014/15 startete Clark nur bei den Weltcups in Cardrona und am Copper Mountain und konnte diese beide gewinnen. In die Saison 2015/16 startete sie jedoch nur mit einem schwachen sechsten Rang auf der Halfpipe von Cardrona. Im Januar 2016 gewann sie beim U.S. Snowboarding Grand Prix und Snowboard-Weltcup in Mammoth auf der Halfpipe und belegte bei den Winter-X-Games 2016 in Aspen den fünften Rang im Superpipe-Wettbewerb. Im folgenden Monat wurde sie Dritte beim U.S. Snowboarding Grand Prix und Snowboard-Weltcup in Park City und gewann bei den X-Games Oslo 2016 in Oslo die Silbermedaille auf der Superpipe. Anfang März 2016 wurde sie Dritte im Halfpipe-Wettbewerb bei den Burton US Open in Vail und erreichte zum Saisonende den fünften Platz im Freestyle-Weltcup und den zweiten Rang im Halfpipe-Weltcup. In der Saison 2016/17 triumphierte sie beim Weltcup in Pyeongchang und beim U.S. Snowboarding Grand Prix und Weltcup in Mammoth und erreichte damit den achten Platz im Freestyle-Weltcup und den zweiten Rang im Halfpipe-Weltcup. Zudem wurde sie in der Saison Vierte bei den Winter-X-Games 2017 und Sechste bei den Burton US Open. Nach Platz zwei beim Weltcup in Cardrona zu Beginn der Saison 2017/18, errang sie beim Weltcup in Copper Mountain den dritten, bei der Winter Dew Tour in Breckenridge den zweiten und beim U.S. Snowboarding Grand Prix im Mammoth den ersten Platz. Sie errang damit den 12. Platz im Freestyle-Weltcup und den sechsten Platz im Halfpipe-Weltcup. Bei den Winter-X-Games 2018 und den Olympischen Winterspielen 2018 in Pyeongchang wurde sie jeweils Vierte. Am 25. Januar 2019 beendete sie ihre aktive Karriere.

## Erfolge
Saison 2000/01
- 1. Platz – Vans Triple Crown in Sierra Tahoe, Halfpipe
- 1. Platz – Snowboard-Weltcup in Sapporo, Halfpipe
- 2. Platz – U.S. Snowboarding Grand Prix in Mammoth, Halfpipe
- 2. Platz – Sims World Championship in Whistler, Halfpipe
- 2. Platz – ISF in Stoneham,  Halfpipe
- 3. Platz – Snowboard-Weltcup in Kronplatz, Halfpipe
- 3. Platz – Snowboard-Weltcup in Asahikawa, Halfpipe

Saison 2001/02
- 1. Platz – U.S. Snowboarding Grand Prix am Mount Bachelor, Halfpipe
- 1. Platz – U.S. Snowboarding Grand Prix in Breckenridge, Halfpipe
- 1. Platz – Olympische Winterspiele 2002 in Salt Lake City, Halfpipe

Saison 2002/03
- 3. Platz – Snowboard-Weltcup in Valle Nevado, Halfpipe

Saison 2003/04
- 1. Platz – Burton US Open in Stratton Mountain, Halfpipe
- 1. Platz – World Superpipe Championships in Park City, Halfpipe
- 1. Platz – U.S. Snowboarding Grand Prix in Mountain Creek, Halfpipe
- 2. Platz – Burton US Open in Stratton Mountain, Slopestyle
- 2. Platz – U.S. Snowboarding Grand Prix in Park City, Halfpipe
- 2. Platz – Winter-X-Games 2004 in Aspen, Halfpipe
- 3. Platz – Snowboard-Weltcup in Joetsu Kokusai, Halfpipe

Saison 2004/05
- 1. Platz – Snowboard-Weltcup in Bardonecchia, Halfpipe
- 2. Platz – U.S. Snowboarding Grand Prix in Breckenridge, Halfpipe
- 2. Platz – U.S. Snowboarding Grand Prix am Mount Bachelor, Halfpipe
- 2. Platz – U.S. Snowboarding Grand Prix in Mountain Creek, Halfpipe

Saison 2005/06
- 1. Platz – Winter-X-Games 2006 in Aspen, Halfpipe
- 2. Platz – U.S. Snowboarding Grand Prix in Mountain Creek, Halfpipe

Saison 2006/07
- 1. Platz – Burton New Zealand Open im Snow Park, Halfpipe
- 1. Platz – U.S. Snowboarding Grand Prix in Breckenridge, Halfpipe
- 1. Platz – U.S. Snowboarding Grand Prix am Mount Bachelor, Halfpipe
- 1. Platz – Burton US Open in Stratton Mountain, Halfpipe
- 2. Platz – X-Trail Nippon Open in Bandai, Slopestyle
- 3. Platz – World Superpipe Championships in Park City, Halfpipe

Saison 2007/08
- 1. Platz – Australian Open in Perisher Blue, Halfpipe
- 1. Platz – Burton European Open in Laax, Halfpipe
- 1. Platz – U.S. Snowboarding Grand Prix in Tamarack, Halfpipe
- 1. Platz – U.S. Snowboarding Grand Prix in Killington, Halfpipe
- 2. Platz – Abominable Snowjam am Mount Hood, Halfpipe
- 2. Platz – Burton New Zealand Open im Snow Park, Halfpipe
- 2. Platz – U.S. Snowboarding Grand Prix in Breckenridge, Halfpipe
- 2. Platz – World Superpipe Championships in Park City, Halfpipe
- 2. Platz – Burton US Open in Stratton Mountain, Halfpipe
- 3. Platz – Winter-X-Games 2008 in Aspen, Halfpipe
- 3. Platz – Gesamtwertung World Snowboard Tour

Saison 2008/09
- 1. Platz – U.S. Snowboarding Grand Prix in Copper Mountain, Halfpipe
- 1. Platz – Burton European Open in Laax, Halfpipe
- 1. Platz – Winter Dew Tour am Mount Snow, Halfpipe
- 1. Platz – Snowboard-Weltcup in Bardonecchia, Halfpipe
- 1. Platz – Snowboard-Weltcup in Cypress Mountain, Halfpipe
- 1. Platz – X-Trail Asian Open in Bandai, Halfpipe
- 1. Platz – U.S. Snowboarding Grand Prix in Killington, Halfpipe
- 1. Platz – Roxy Chicken Jam US in Mammoth, Halfpipe
- 1. Platz – Gesamtwertung World Snowboard Tour
- 2. Platz – Winter Dew Tour in Breckenridge, Halfpipe
- 2. Platz – Winter-X-Games 2009 in Aspen, Halfpipe
- 2. Platz – U.S. Snowboarding Grand Prix im Boreal Mountain Resort, Halfpipe
- 2. Platz – Winter Dew Tour am Northstar-at-Tahoe, Halfpipe
- 2. Platz – Burton US Open in Stratton Mountain, Halfpipe
- 3. Platz – Burton New Zealand Open im Snow Park, Halfpipe

Saison 2009/10
- 1. Platz – Burton New Zealand Open in Cardrona, Halfpipe
- 1. Platz – U.S. Snowboarding Grand Prix in Copper Mountain, Halfpipe
- 1. Platz – U.S. Snowboarding Grand Prix in Park City, Halfpipe
- 1. Platz – Burton US Open in Stratton Mountain, Halfpipe
- 1. Platz – Roxy Chicken Jam US in Mammoth, Halfpipe
- 2. Platz – Snowboard-Weltcup in Cardrona, Halfpipe
- 2. Platz – Winter-X-Games 2010 in Aspen, Halfpipe
- 3. Platz – Olympische Winterspiele 2010 in Whistler, Halfpipe

Saison 2010/11
- 1. Platz – Burton New Zealand Open in Cardrona, Halfpipe
- 1. Platz – O’Neill Evolution in Davos, Halfpipe
- 1. Platz – Burton European Open in Laax, Halfpipe
- 1. Platz – Winter Dew Tour in Killington, Halfpipe
- 1. Platz – Winter-X-Games 2011 in Aspen, Halfpipe
- 1. Platz – Burton Canadian Open in Calgary, Halfpipe
- 1. Platz – Winter Dew Tour in Ogden, Halfpipe
- 1. Platz – U.S. Snowboarding Grand Prix in Mammoth, Halfpipe
- 1. Platz – Burton US Open in Stratton Mountain, Halfpipe
- 1. Platz – Winter-X-Games-Europe 2011 in Tignes, Halfpipe
- 2. Platz – U.S. Snowboarding Grand Prix in Copper Mountain, Halfpipe
- 2. Platz – Gesamtwertung World Snowboard Tour

Saison 2011/12
- 1. Platz – Burton New Zealand Open in Cardrona, Halfpipe
- 1. Platz – U.S. Snowboarding Grand Prix in Copper Mountain, Halfpipe
- 1. Platz – Winter Dew Tour in Breckenridge, Halfpipe
- 1. Platz – Winter-X-Games 2012 in Aspen, Halfpipe
- 1. Platz – Winter Dew Tour in Snowbasin, Halfpipe
- 1. Platz – Snowboard-Weltmeisterschaften 2012 in Oslo, Halfpipe
- 1. Platz – Burton European Open in Laax, Halfpipe
- 1. Platz – Winter-X-Games-Europe 2012 in Tignes, Halfpipe
- 2. Platz – Burton US Open in Stratton Mountain, Halfpipe

Saison 2012/13
- 1. Platz – Burton High Fives im Snow Park, Halfpipe
- 1. Platz – Snowboard-Weltcup in Cardrona, Halfpipe
- 1. Platz – Winter-X-Games 2013 in Aspen, Halfpipe
- 1. Platz – Snowboard-Weltcup in Sotschi, Halfpipe
- 1. Platz – Burton US Open in Vail, Halfpipe
- 1. Platz – Winter-X-Games-Europe 2013 in Tignes, Halfpipe
- 1. Platz – Halfpipewertung World Snowboard Tour
- 1. Platz – FIS-Halfpipe-Weltcup und FIS-Freestyle-Weltcup
- 2. Platz – U.S. Snowboarding Grand Prix und Snowboard-Weltcup in Copper Mountain, Halfpipe
- 2. Platz – Burton European Open in Laax, Halfpipe

Saison 2013/14
- 1. Platz – Snowboard-Weltcup in Cardrona, Halfpipe
- 1. Platz – Burton High Fives in Cardrona, Halfpipe
- 1. Platz – U.S. Snowboarding Grand Prix und Snowboard-Weltcup in Copper Mountain, Halfpipe
- 1. Platz – Winter-X-Games 2014 in Aspen, Halfpipe
- 1. Platz – Burton US Open in Vail, Halfpipe
- 1. Platz – Halfpipewertung World Snowboard Tour
- 1. Platz – FIS-Halfpipe-Weltcup
- 2. Platz – Winter Dew Tour in Breckenridge, Halfpipe
- 2. Platz – FIS-Freestyle-Weltcup
- 3. Platz – Olympische Winterspiele 2014 in Sotschi, Halfpipe

Saison 2014/15
- 1. Platz – U.S. Snowboarding Grand Prix und Snowboard-Weltcup in Copper Mountain, Halfpipe
- 1. Platz – Winter Dew Tour in Breckenridge, Halfpipe
- 1. Platz – Burton European Open in Laax, Halfpipe
- 1. Platz – U.S. Snowboarding Grand Prix und Snowboard-Weltcup in Park City, Halfpipe
- 1. Platz – Burton US Open in Vail, Halfpipe
- 1. Platz – FIS-Halfpipe-Weltcup
- 2. Platz – Winter-X-Games 2015 in Aspen, Halfpipe
- 3. Platz – FIS-Freestyle-Weltcup

Saison 2015/16
- 1. Platz – U.S. Snowboarding Grand Prix und Snowboard-Weltcup in Mammoth, Halfpipe
- 2. Platz – X-Games Oslo 2016 in Oslo, Halfpipe
- 2. Platz – FIS-Halfpipe-Weltcup
- 3. Platz – U.S. Snowboarding Grand Prix und Snowboard-Weltcup in Park City, Halfpipe
- 3. Platz – Burton US Open in Vail, Halfpipe

Saison 2016/17
- 1. Platz – U.S. Snowboarding Grand Prix und Snowboard-Weltcup in Mammoth, Halfpipe
- 1. Platz – Snowboard-Weltcup in Pyeongchang, Halfpipe
- 2. Platz – Halfpipe-Weltcup

Saison 2017/18
- 1. Platz – U.S. Snowboarding Grand Prix in Mammoth, Halfpipe
- 2. Platz – Snowboard-Weltcup in Cardrona, Halfpipe
- 2. Platz – Winter Dew Tour in Breckenridge, Halfpipe
- 3. Platz – U.S. Snowboarding Grand Prix und Snowboard-Weltcup in Copper Mountain, Halfpipe

## Privates
Kelly Clark ist die Tochter von Cathy und Terry Clark und die Schwester von Tim Clark. Während ihrer Highschool-Zeit spielte Clark vorrangig Tennis und Fußball. Bevor sie zum Snowboarden wechselte, begeisterte sie sich schon fürs Skifahren. Im Sommer, wenn Clark nicht für Wettkämpfe trainiert, ist sie häufig beim Wellenreiten anzutreffen.